# Ophiostoma araucariae
Ophiostoma araucariae är en svampart som först beskrevs av Butin, och fick sitt nu gällande namn av de Hoog & R.J. Scheff. 1984. Ophiostoma araucariae ingår i släktet Ophiostoma och familjen Ophiostomataceae.   Inga underarter finns listade i Catalogue of Life.